# Д-р Смърт
„Д-р Смърт“ (на английски: Dr. Death) е американски антологичен сериал по идея на Патрик Макманус, базиран на едноименния подкаст, който се фокусира на едноименния герой Кристофър Дънч, неврохирург, който става неизвестен за манипулирането на пациентите, и убива двама от тях. Премиерата на сериала е на 15 юли 2021 г. в стрийминг услугата „Пийкок“. През юли 2022 г. сериалът е обновен за втори сезон.

## Актьорски състав
- Джошуа Джаксън – Кристофър Дънч
- Грейс Гъмър – Ким Морган
- Крисчън Слейтър – Рандъл Кърби
- Алек Болдуин – Робърт Хендерсън
- Анасофия Роб – Мишел Шугарт

## Премиера
На 17 май 2021 г., с излизането на официалния трейлър, то е съобщено, че премиерата на сериала ще е през лятото на 2021 г. Премиерата на сериала е на 15 юли 2021 г., който съдържа осем епизода.
В Канада, сериалът дебютира в Showcase на 12 септември 2021 г., а на 5 октомври 2021 г. е излъчен по USA Network.

## В България
В България сериалът се излъчва на 9 януари 2023 г. по Фокс, всеки делник от 22:00 ч. Дублажът е на Андарта Студио. Ролите се озвучават от Христина Ибришимова, Даниел Цочев, Александър Воронов, Виктор Иванов и Гергана Стоянова.